# Diego Torres
Diego Torres, pseudonimo di Diego Antonio Caccia (Buenos Aires, 9 marzo 1971), è un cantante e attore argentino.
È figlio della popolare cantante argentina Lolita Torres. Durante la sua adolescenza, cantò in una banda musicale chiamata "La Marca", che si sciolse nel 1991.
È sposato con la modella argentina Debora Bello

## Biografia
Il suo debutto musicale è stato con la band "La Marca"; già nel 1991 Diego Torres mosse i primi passi in televisione, come protagonista della serie La banda del Golden Rocket, la quale ebbe molto successo e continuò per 3 anni.
Nel 1992 venne pubblicato il suo primo disco Diego Torres, prodotto artisticamente da Cachorro López. Questo disco ha venduto oltre 200.000 unità, soprattutto grazie alle hit Estamos juntos, Alguien la vio partir o Puedo decir que sí.
Tratar de Estar Mejor (1994), è il suo secondo disco che lo portò alla consacrazione definitiva: mescolando il reggae, le ballate, il pop latino ed il funk, Deja de pedir perdón e San Salvador, oltre che il tema che ha dato il nome al disco, risultarono le canzoni più importanti dell'album. Diego Torres è stato riconosciuto come l'artista argentino con il livello maggiore di vendite nel periodo 1994 - 1995: solo in Argentina infatti ha venduto 430 000 copie.
Un grande tour per tutta l'America Latina lo catapultò fuori dalle frontiere argentine e nel 1995 fu convocato in Spagna per partecipare al disco omaggio a Joan Manuel Serrat, per il quale apportò Penélope.
Luna nueva fu edito simultaneamente con il suo primo passaggio cinematografico, nel film La furia, diretto da Juan Bautista Stagnaro. Il film fu il più visto dell'anno in Argentina, con oltre 1.300.000 spettatori. Nell'agosto del 1997 questo show fu presentato dal vivo, attraverso otto spettacoli al Teatro dell'Opera.
Tal cual es del 1999 è stato un ulteriore successo, anche se lievemente inferiore rispetto ai precedenti, la canzone più ascoltata risultò Qué será.
Un mundo diferente è un disco di puro ottimismo. Edito in uno dei momenti più duri per la storia argentina, i suoi testi richiamano alla speranza che qualcosa può cambiare e migliorare. Esempi massimi sono Color esperanza e Sueños. Molto emotivo risulta invece A través del tiempo, il tema che chiude il disco, dedicato al suo amico Fernando Olmedo, morto in un incidente automobilistico.
MTV Unplugged, il concerto acustico prodotto ed edito assieme alla catena televisiva, permette a Diego Torres di estendere le sue frontiere. Fra gli invitati al concerto Unplugged figurano Julieta Venegas, Vicentico e La Chilinga.
Il 21 settembre 2007 è stato pubblicato il brano Corazòn felino, versione spagnola di Brivido felino, in duetto con Mina e pubblicato in Todavía, album della cantante di Cremona.
Appare nella seconda stagione della telenovela Los únicos (2012).
Nel 2014 è stato protagonista della telenovela Los vecinos en guerra.

## Discografia
- 1992: Diego Torres
- 1994: Tratar De Estar Mejor
- 1996: Luna Nueva
- 1999: Tal Cual Es
- 2001: Un Mundo Diferente
- 2006: Andando
- 2010: Distinto